# Чистерна (Удине)
Чистерна (итал. Cisterna) је насеље у Италији у округу Удине, региону Фурланија-Јулијска крајина.
Према процени из 2011. у насељу је живело 713 становника. Насеље се налази на надморској висини од 126 м.